# Clavulina monodiminutiva
Clavulina monodiminutiva é uma espécie de fungo pertencente à família Clavulinaceae.